# 腺毛莸
腺毛莸（学名：Rubiteucris siccanea）为唇形科掌叶石蚕属下的一个种。历史上曾被归入莸属。

## 扩展阅读
- 維基物種上的相關：腺毛莸